# Himnusz
Himnusz — cântecul care începe cu cuvintele Isten, áldd meg a magyart ascultăⓘ (Doamne, binecuvântează-i pe maghiari) — este imnul național oficial al Ungariei. A fost adoptat în 1844 și prima strofă este cântată la ceremoniile oficiale. Textul a fost scris de Ferenc Kölcsey și muzica a fost compusă de Ferenc Erkel. 
Acest imn se află și în cartea de cântări romano-catolice Hozsanna.
Poemul și cântecul intitulat „Szózat”, care începe cu cuvintele Hazádnak rendületlenül légy híve óh magyar (Patriei neclintit să-i fi credincios, o, maghiare), se bucură prin Constituția Ungariei de un statut legal și social aproape egal cu cel al „Himnusz”.
O recunoaștere este dată, de asemenea, marșului lui Rákóczi, o scurtă piesă fără text compusă de un anonim care este folosită des la ocazii militare.
Versiunea în limba română nu este o traducere oficială.
| Textul oficial | Traducere |
| Isten, áldd meg a magyart Jó kedvvel, bőséggel, Nyújts feléje védő kart, Ha küzd ellenséggel; Bal sors akit régen tép, Hozz rá víg esztendőt, Megbűnhődte már e nép A múltat s jövendőt! | Doamne, binecuvântează-l pe maghiar Cu bunăvoie, cu belșug, Întinde asupra-i braț păzitor, Dacă se luptă cu cei potrivnici lui; De soarta rea el este mistuit demult, Adu asupra-i un an vesel, A ispășit deja acest popor Trecut și viitor!                                  |
| Őseinket felhozád Kárpát szent bércére, Általad nyert szép hazát Bendegúznak vére. S merre zúgnak habjai Tiszának, Dunának, Árpád hős magzatjai Felvirágozának.                          | Strămoșii noștri i-ai adus Pe culmea sfântă a Carpaților, Prin tine a primit patrie frumoasă Ramura de sânge a lui Bendegúz. Și pe unde răsună valurile Tisei și-a Dunării, Semințiile viteazului Árpád Au înflorit.                                                          |
| Értünk Kunság mezein Ért kalászt lengettél, Tokaj szőlővesszein Nektárt csepegtettél. Zászlónk gyakran plántálád Vad török sáncára, S nyögte Mátyás bús hadát Bécsnek büszke vára.       | Pentru noi pe câmpurile din Kun Spice coapte ai unduit, Pe podgoriile din Tokaj Nectar ai picurat. Steagul nostru des l-ai înfipt În a sălbaticilor turci șanțuri, Și a gemut de-a lui Matei(Corvin) deprimantă oaste Măreața cetate vieneză.                                 |
| Hajh, de bűneink miatt Gyúlt harag kebledben, S elsújtád villámidat Dörgő fellegedben, Most rabló mongol nyilát Zúgattad felettünk, Majd töröktől rabigát Vállainkra vettünk.            | Ah, dar din cauza păcatelor noastre S-a aprins mânia în pieptul tău, Și ai eliberat trăsnetele tale În norii tăi tunători, Întâi săgețile jefuitorilor mongoli Le-ai șuierat deasupra noastră, Apoi a turcilor jug Am luat pe umerii noștri.                                  |
| Hányszor zengett ajkain Ozman vad népének Vert hadunk csonthalmain Győzedelmi ének! Hányszor támadt tenfiad Szép hazám, kebledre, S lettél magzatod miatt Magzatod hamvvedre!            | Cât de des a răsunat din gura Sălbaticului popor otoman Pe mormanele de oase a oștii noastre înfrânte Cântec de triumf! De câte ori a atacat propriul tău fiu, Frumoasa mea patrie, pieptul tău, Și din cauza vlăstarului tău ai ajuns să fii Urna propriului tău vlăstar!    |
| Bújt az üldözött, s felé Kard nyúlt barlangjában, Szerte nézett s nem lelé Honját e hazában, Bércre hág és völgybe száll, Bú s kétség mellette, Vérözön lábainál, S lángtenger fölette.  | Se ascundea cel hăituit, și spre el Spadă se-ntindea în propriu-i bârlog, Se uita-n jur și nu găsea Propria-i patrie în această țară, Se sui pe pisc și coborî în vale, Amărăciunea și îndoiala având ca tovarăși, Râu de sânge-i la picioare lui, Și deasupra-i mare de foc. |
| Vár állott, most kőhalom, Kedv s öröm röpkedtek, Halálhörgés, siralom Zajlik már helyettek. S ah, szabadság nem virul A holtnak véréből, Kínzó rabság könnye hull Árvák hő szeméből!     | Cetate a fost, acum e ruină, Voie bună și veselie zburdau prin aer, Horcăit de muribund, plânset Sună acum în locul lor. Și ah, libertatea nu mai înflorește Din sângele celor morți, Și lacrimi ale chinuitoare-i robii curg Din zeloșii ochi a orfanilor!                   |
| Szánd meg Isten a magyart Kit vészek hányának, Nyújts feléje védő kart Tengerén kínjának. Bal sors akit régen tép, Hozz rá víg esztendőt, Megbűnhődte már e nép A múltat s jövendőt!     | Îndură-te de maghiar, Doamne, Căci de nenorociri a fost el zvârcolit, Întinde asupra-i braț protector În oceanul său de chinuri. De soarta rea el este mistuit demult, Adu asupra-i un an vesel, A ispășit deja acest popor Trecut și viitor!                                 |

### O traducere diferită
Imn  
Din furtunoasele secole ale poporului maghiar  
| Doamne, binecuvântează Pe maghiar, dă-i voie bună, Și belșug, și-i stă de pază Ca pe dușman să-l răpună. Celui mai lovit de soartă Adu-i zile mai frumoase, Prea și-a ispășit deșartă Viață-n chinuri dureroase! Tu, purtatu-ne-ai străbunii Peste sfinte culmi Carpate, Patrie ne-ai dat cununii De izbânzi însângerate Și pe unde curg la vale Tisă, Dunăre-argintie, Înflori-n câmpii domoale A lui Arpád seminție. Am atins șesuri cumane Unduind de spice coapte Și nectaruri diafane Ai prelins prin vii în noapte. Ne-ai înfipt ades drapelul Peste otomane gloate, Matei-Crai duse rezbelul La Viena, sub cetate. Pentru-a noastre vechi păcate Ai strâns, Doamne, supărare Și cu fulgerele-ți toate Ne-ai lovit fără-ndurare; Ai trimes mongole hoarde, Cu săgeți să ne lovească, Apoi jug osman, și soarte De robie grea, turcească. | O, ce-adesea răsunară Imne de triumf osmane Peste soarta noastră-amară, Peste-a oaselor gorgane! Și ce des fiul și-aflase, Țara mea, un scut în Tine, Ori din pricină odraslei I-ai fost urnă-n vremi haine! Hăituit, fugea sărmanul, Urmărit de spadă-fiară, Nu-și află, precum orfanul, Casă-n propria lui țară. Suie-n munți, coboară-n vale, Cu amar adînc și teamă, Ploi de sînge, foc și jale Îl lovesc și-l fac să geamă. Azi ruini; cândva cetate, Râs cândva și veselie, Plâns și jale se abate Azi, în loc de bucurie. Și, vai, moartea când cosește Libertatea nu dă-n floare, Curg din ochi de rob mutește Lacrimi de orfan, amare! Doamne, de maghiar te-ndură, Apără-l de cele rele, Ocrotește-l cu căldură Prin oceane de durere. Celui mult lovit de soarte Adu-i ani de bucurie, Prea și-a ispășit prin moarte Câte-au fost și-or să mai fie ! |

Cseke, 22 ianuarie 1823. 

Tradus de Constantin Olariu